# Gill Bluff
Das Gill Bluff ist ein Felsenkliff im westantarktischen Marie-Byrd-Land. Es ragt an der Nordwestseite des Mount Takahe auf.
Der United States Geological Survey kartierte es anhand eigener Vermessungen und Luftaufnahmen der United States Navy aus den Jahren von 1959 bis 1966. Das Advisory Committee on Antarctic Names benannte es 1967 nach Allan Gill (1930–2010), Polarlichtforscher auf der Byrd-Station im Jahr 1963.